# ISO 3166-2:MO
Pour un article plus général, voir ISO 3166-2.
 (juillet 2024).

Macao

ISO 3166-2:MO est l'entrée pour Macao dans l'ISO 3166-2, qui fait partie du standard ISO 3166, publié par l'Organisation internationale de normalisation (ISO), et qui définit des codes pour les noms des principales administration territoriales (ex. : provinces ou États fédérés) pour tous les pays ayant un code ISO 3166-1.
Macao est inclus comme subdivision de la Chine, voir ISO 3166-2:CN, le code CN-92.
Actuellement aucun code ISO 3166-2 n'est défini pour Macao. Les deux districts (Macao et Îles) n'étaient pas pertinents pour la norme. Ces deux divisions ont de toute façon étaient supprimées[Quand ?].
Macao est officiellement assigné au code ISO 3166-1 alpha-2 MO.

## Mise à jour
- 20 août 2002 : ISO 3166-2:2002-08-20 n°3